# Campeonato da Europa de Atletismo de 2012 - Revezamento 4x100 m masculino
A prova dos 4 x 100 metros estafetas masculino do Campeonato da Europa de Atletismo de 2012 foi disputada entre os dias 30 de junho e 1 de julho de 2012 no Estádio Olímpico de Helsinque em Helsinque,  na Finlândia. 

## Recordes
Antes desta competição, os recordes mundiais e do campeonato nesta prova eram os seguintes:
|                       | Nome                                                                     | Nacionalidade | Tempo | Local   | Data                  |
| --------------------- | ------------------------------------------------------------------------ | ------------- | ----- | ------- | --------------------- |
| Recorde mundial       | (Nesta Carter, Michael Frater Yohan Blake, Usain Bolt)                   | Jamaica       | 37s04 | Daegu   | 4 de setembro de 2011 |
| Recorde do campeonato | (Max Moriniere, Daniel Sangouma Jean-Charles Trouabal, Bruno Marie-Rose) | França        | 37s79 | Split   | 1 de setembro de 1990 |
| Recorde europeu       | (Max Moriniere, Daniel Sangouma Jean-Charles Trouabal, Bruno Marie-Rose) | Reino Unido   | 37s79 | Sevilha | 29 de agosto de 1999  |

## Medalhistas
| Ouro                                                                                       | Prata                                                                        | Bronze                                                                                    |
| Países Baixos · Brian Mariano · Churandy Martina · Giovanni Codrington · Patrick van Luijk | Alemanha · Julian Reus · Tobias Unger · Alexander Kosenkow · Lucas Jakubczyk | França · Ronald Pognon · Christophe Lemaitre · Pierre-Alexis Pessonneaux · Emmanuel Biron |

## Cronograma
Todos os horários são locais (UTC+3).
| Data        | Hora  | Evento  |
| ----------- | ----- | ------- |
| 30 de junho | 11:20 | Bateria |
| 1 de julho  | 18:25 | Final   |

## Resultados

### Bateria
Qualificação: 3 atletas de cada bateria (Q) mais os 2 melhores qualificados (q). 
| Posição | Bateria | Raia | Nacionalidade | Atletas                                                                       | Tempo | Notas |
| ------- | ------- | ---- | ------------- | ----------------------------------------------------------------------------- | ----- | ----- |
| 1       | 1       | 5    | Grã-Bretanha  | Christian Malcolm Dwain Chambers James Ellington Mark Lewis-Francis           | 38.98 | Q     |
| 2       | 2       | 6    | França        | Emmanuel Biron Christophe Lemaitre Pierre-Alexis Pessonneaux Jimmy Vicaut     | 39.01 | Q,    |
| 3       | 2       | 7    | Alemanha      | Lucas Jakubczyk Tobias Unger Alexander Kosenkow Martin Keller                 | 39.04 | Q     |
| 4       | 1       | 1    | Rússia        | Mikhail Idrisov Konstantin Petryashov Vyacheslav Kolesnichenko Pavel Karavaev | 39.08 | Q,    |
| 5       | 1       | 8    | Países Baixos | Brian Mariano Churandy Martina Jerrel Feller Giovanni Codrington              | 39.34 | Q     |
| 6       | 2       | 2    | Suíça         | Alex Wilson Reto Schenkel Steven Gugerli Marc Schneeberger                    | 39.41 | Q     |
| 7       | 2       | 4    | Chéquia       | Jan Veleba Rostislav Šulc Vojtěch Šulc Lukás Štastný                          | 39.52 | q     |
| 8       | 1       | 7    | Portugal      | Ricardo Monteiro Dany Gonçalves Arnaldo Abrantes Yazaldes Nascimento          | 39.66 | q,    |
| 9       | 2       | 5    | Espanha       | Eduard Viles Bruno Hortelano Alberto Gavaldá Diego Alonso                     | 39.81 |       |
| 10      | 1       | 6    | Finlândia     | Eetu Rantala Visa Hongisto Jonathan Åstrand Ville Myllymäki                   | 39.85 |       |
| 11      | 1       | 4    | Suécia        | David Sennung Benjamin Olsson Tom Kling-Baptiste Stefan Tärnhuvud             | 39.87 |       |
| 12      | 1       | 2    | Letônia       | Ņikita Paņkins Jānis Leitis Sandis Sabâjevs Jānis Mezītis                     | 40.46 |       |
| 13      | 2       | 8    | Lituânia      | Egidijus Dilys Žilvinas Adomavičius Martas Skrabulis Aivaras Pranckevičius    | 40.68 |       |
| 14      | 2       | 3    | Turquia       | Birol Yildirim Furkan Şen Aykut Ay Yiğitcan Hekimoglu                         | 41.42 |       |
| 15      | 2       | 1    | Itália        | Fabio Cerutti Simone Collio Emanuele Di Gregorio Jacques Riparelli            | DNF   |       |
| 15      | 1       | 3    | Polónia       | Jakub Adamski Dariusz Kuć Robert Kubaczyk Kamil Kryński                       | DNF   |       |

### Final
| Posição           | Raia | Nacionalidade | Atletas                                                                       | Tempo | Notas            |
| ----------------- | ---- | ------------- | ----------------------------------------------------------------------------- | ----- | ---------------- |
| Medalha de ouro   | 8    | Países Baixos | Brian Mariano Churandy Martina Giovanni Codrington Patrick van Luijk          | 38.34 | Recorde nacional |
| Medalha de prata  | 3    | Alemanha      | Julian Reus Tobias Unger Alexander Kosenkow Lucas Jakubczyk                   | 38.44 |                  |
| Medalha de bronze | 5    | França        | Ronald Pognon Christophe Lemaitre Pierre-Alexis Pessonneaux Emmanuel Biron    | 38.46 |                  |
| 4                 | 6    | Rússia        | Mikhail Idrisov Konstantin Petryashov Vyacheslav Kolesnichenko Pavel Karavaev | 38.67 |                  |
| 5                 | 7    | Suíça         | Alex Wilson Marc Schneeberger Reto Schenkel Rolf Fongué                       | 38.83 |                  |
| 6                 | 1    | Portugal      | Ricardo Monteiro Dany Gonçalves Diogo Antunes Yazaldes Nascimento             | 39.96 |                  |
| 07 !              | 2    | Chéquia       | Jan Veleba Rostislav Šulc Vojtěch Šulc Lukás Štastný                          | DNF   |                  |
| 07 !              | 4    | Grã-Bretanha  | Christian Malcolm Dwain Chambers James Ellington Mark Lewis-Francis           | DNF   |                  |

Legenda
| Recorde mundial       | Recorde mundial (World record)               |                       | Recorde africano                      | Recorde africano (African) |                                           | Q | Classificado por posição (Qualified) |
| Recorde do campeonato | Recorde do campeonato (Championship record)  | Recorde da América    | Recorde da América (Americas)         | q                          | Classificado por melhor tempo (Qualified) |   |                                      |
| Melhor marca do ano   | Melhor marca do ano (World leading)          | Recorde asiático      | Recorde asiático (Asian)              | DNS                        | Não largou (Did not start)                |   |                                      |
| Recorde nacional      | Recorde nacional (National record)           | Recorde europeu       | Recorde europeu (European)            | DNF                        | Não terminou (Did not finish)             |   |                                      |
| Recorde pessoal       | Recorde pessoal do atleta (Personal best)    | Recorde da Oceania    | Recorde da Oceania (Oceania)          | DSQ / DQ                   | Desclassificado (Disqualified)            |   |                                      |
| Recorde da temporada  | Recorde da temporada do atleta (Season best) | Recorde sul-americano | Recorde sul-americano (South America) | NM                         | Sem marca (No mark)                       |   |                                      |